# Alexander Mackendrick
Alexander Mackendrick (8 de septiembre de 1912 - 22 de diciembre de 1993) fue un director de cine estadounidense de origen escocés.

## Biografía
Alexander MacKendrick  nació en Boston, Massachusetts y fue el hijo único de Francis Robert MacKendrick y Martha MacKendrick, quienes emigrantes de Glasgow, Escocia, a los Estados Unidos dos años antes del nacimiento del director. Su padre era un constructor naval e ingeniero civil. Cuando MacKendrick tenía seis años, su padre moriría víctima de la pandemia de gripe de 1918. Su madre trabajó como modista después de la muerte de Francis al mismo tiempo que dejaba a Alex al cargo de sus abuelos, por lo que Mackendrick volvería a Escocia con siete años de edad. Mackendrick nunca volvería a ver a su madre. 
El pequeño Alexander tendría una infancia triste y solitaria. Estudiaría en el Hillhead High School desde 1919 hasta 1926 y estuvo tres años en el Glasgow School of Art. En la década de 1930, MacKendrick se trasladaría a Londres para trabajar como director en diferentes anuncios de la firma J. Walter Thompson. Entre 1936 y 1938, MacKendrick escribiría los guiones de diferentes anuncios, unos trabajos que supondrían una revolución en su momento en el mundo de la publicidad. En 1937, MacKendrick escribiría su primer guion para una película Midnight Menace, junto con su primo Roger MacDougall. Al principio de la Segunda Guerra Mundial, MacKendrick es contratado por el Ministerio de Información del gobierno británico donde rodaría películas propagandísticas británicas. En 1942, marchó a Argelia y posteriormente a Italia, trabajando para la División psicológica del frente. Realizaría reportajes, documentales y noticias de radio. 
En 1943, se convertiría en el director de la segunda unidad para el clásico del realizador italiano Roberto Rossellini, Roma, ciudad abierta.

## Mackendrick después de la guerra
Una vez acabado el conflicto, MacKendrick y su primo Roger MacDougall ficharían por Merlin Productions, donde siguieron produciendo documentales para el Ministerio de Información. Ya en 1946 MacKendrick se incorporaría a Ealing Studios donde trabajaría en sus propios proyectos durante nueve años. Mackendrick debutaría como director de películas de ficción con una deliciosa comedia netamente británica como Whisky a gogó (Whisky Galore) en 1949. A ésta le siguen títulos como Mandy en 1952 o el drama de una niña sordomuda en un film inteligente e injustamente menospreciado en su día; El hombre vestido de blanco (1951), magnífica comedia fantástica con influencias literarias tipo El hombre invisible de H. G. Wells; La bella Maggie (1954), uno de sus mayores logros en el género de la comedia; o El quinteto de la muerte (1955), su película más célebre y taquillera, donde Peter Sellers y Herbert Lom brillan como nunca.

## Vuelta a los Estados Unidos
En 1955 MacKendrick dejaría Gran Bretaña por Hollywood. El resto de su carrera profesional lo pasaría a medio camino entre Londres y Los Ángeles. El primer trabajo americano de MacKendrick sería Chantaje en Broadway  para la productora en 1957. La obra fue un éxito rotundo con los papeles de Tony Curtis y Burt Lancaster en los papeles principales. 
Pero por lo general, MacKendrick desesperó a muchos productores por su perfeccionismo, a veces completamente desproporcionado. Eso explica que tan sólo realizara a lo largo de su vida una docena de títulos o que fuera despedido de, por ejemplo, El discípulo del diablo (The Devil’s Disciple, 1959) un mes después del inicio del proyecto. La película la acabaría Guy Hamilton. 
Después del mal trago con HHL, MacKendrick dirigiría algunos telefilms para televisión para Horlicks. También, en la década de los 60, realizó algunos proyectos para la gran pantalla como Sammy (Huida hacia el sur) (1963) o cine de aventuras al viejo estilo, con Edward G. Robinson y Constance Cummings; Viento en las velas (1965) o cine de aventuras innovador y ensayístico en segundo plano, con James Coburn; y No hagan olas (1967), comedia de enredo de factura clásica que ha quedado asociada a la época en que se rodó por contener parte de su espíritu, con Tony Curtis, Claudia Cardinale y Sharon Tate en el reparto. 
En 1969, volvería a Estados Unidos para convertirse en profesor del California Institute of the Arts. No fue difícil entender por qué Mackedrick se transformó en profesor. Según diría años más tarde:

«No estaba preparado para todos los problemas logísticos y financieros, y las productoras me decían las películas que tenía que hacer.  Al final, me di cuenta de que era mucho más feliz dando clases que haciendo películas. En Hollywood descubrí que para hacer películas tienes que ser un gran negociador. Y yo no sirvo para esto. Me di cuenta de que es un mal negocio.»

Debido a un enfisema, MacKendrick no pudo volver a Europa y murió debido a una neumonía en 1993. Sus restos se encuentran en el Cementerio Westwood Village Memorial Park.

## Filmografía
Como director:
- Whisky Galore! (1949)
- Dance Hall (1950)
- The Man in the White Suit (1951)
- Mandy (1952)
- La bella Maggie (The Maggie) (1954)
- El quinteto de la muerte  (The Ladykillers) (1955)
- Sweet Smell of Success (1957)
- Sammy (Huida hacia el sur) (Sammy Going South) (1963)
- Viento en las velas (A High Wind in Jamaica) (1965)
- Don't Make Waves (1967)

## Premios y distinciones
Premios Óscar
| Año  | Categoría   | Película                  | Resultado |
| ---- | ----------- | ------------------------- | --------- |
| 1953 | Mejor guion | The Man in the White Suit | Nominado  |

Festival Internacional de Cine de Venecia
| Año  | Categoría                  | Película | Resultado |
| ---- | -------------------------- | -------- | --------- |
| 1952 | Premio especial del jurado | Mandy    | Ganador   |